# Sokoł Sofia (1915–1926)
Sokoł Sofia (bułg. СК "Сокол" (София)) – bułgarski klub piłkarski z siedzibą w stolicy kraju, mieście Sofia, działający w latach 1915–1926.

## Historia
Chronologia nazw:
- 1915: Sokoł Sofia (bułg. СК "Сокол" (София))
- 1926: klub rozwiązano

Klub Sportowy o nazwie Sokoł został założony w Sofijskiej II dzielnicy w 1915 roku. W 1921 zespół startował w pierwszych zorganizowanych meczach mistrzostw Sofijskiego Związku Piłki Nożnej, zajmując 9.miejsce. Od maja do czerwca 1922 brał udział w rozgrywkach II sofijskiej dywizji, która została utworzona z drużyn, które zajęły 5-9 miejsca w poprzednim sezonie I sofijskiej dywizji. W następnym sezonie 1922/23 znów startował w mistrzostwach Sofii, kiedy doszło do rozłamu i stołeczne kluby zostały podzielone na Sofijską Ligę Sportową oraz Sofijski Związek Sportowy. Po zakończeniu sezonu zespół uplasował się na 5 pozycji w Sofijskiej Lidze Sportowej. Po zakończeniu sezonu doszło do porozumienia pomiędzy dwoma organizacjami i w sezonie 2023/24 startowała jedyna Sofijska dywizja. W 1924 zespół zajął 9.miejsce w tabeli pierwszej dywizji, a w 1925 awansował na 7.pozycję, ale został zdegradowany do II dywizji. Jednak w 1926 został rozwiązany.

## Sukcesy

### Trofea międzynarodowe
Do chwili obecnej klub jeszcze nigdy nie zakwalifikował się do rozgrywek europejskich.

### Trofea krajowe
| \| \| Zdobyte trofea w rozgrywkach Bułgarii (stan na: 31-05-2024) \| |                                                             |      |          |
| Rozgrywki                                                            | Osiągnięcie                                                 | Razy | Sezon(y) |
| · Mistrzostwo                                                        | I miejsce                                                   | 0    |          |
| · Mistrzostwo                                                        | II miejsce                                                  | 0    |          |
| · Mistrzostwo                                                        | III miejsce                                                 | 0    |          |
| Puchar                                                               | zdobywca                                                    | 0    |          |
| Puchar                                                               | finalista                                                   | 0    |          |
| II liga                                                              | I miejsce                                                   | 0    |          |
| II liga                                                              | II miejsce                                                  | 0    |          |
| II liga                                                              | III miejsce                                                 | 0    |          |
| II liga                                                              | 7.miejsce                                                   | 1    | 1924/25  |
| Bułgaria                                                             | Zdobyte trofea w rozgrywkach Bułgarii (stan na: 31-05-2024) |      |          |

## Poszczególne sezony

### Rozgrywki międzynarodowe

#### Europejskie puchary
Nie uczestniczył w rozgrywkach europejskich.

### Rozgrywki krajowe
| \| Bułgaria \| Bilans występów klubu w rozgrywkach piłkarskich Bułgarii (Stan na 31 maja 2025 r.) \| \| |                                                                                    |        |       |   |   |   |    |    |     |           |        |        |      |
| Poziom                                                                                                  | Rozgrywki                                                                          | Sezony | Mecze | Z | R | P | B+ | B– | Pkt | Lata      | Awanse | Spadki | Naj. |
| I | Nacionałna futbołna diwizija / Dyrżawno pyrwenstwo                                 | 0      |       |   |   |   |    |    |     |           | 0      | 0      |      |
| II | B RPG / Wtora PFG / Pyrwa PFL / B PFG / Wtora PFL                                  | 4      |       |   |   |   |    |    |     | 1921–1925 | 0      | 1      | 7    |
| III | Treta amatorska futbołna liga                                                      | 1      |       |   |   |   |    |    |     | 1925/26   | 0      | 0      |      |
| IV | Obłastna futbołna liga                                                             | 0      |       |   |   |   |    |    |     |           | 0      | 0      |      |
| | Puchar Bułgarii                                                                    | 0      |       |   |   |   |    |    |     |           | 0      | 0      |      |
| Bułgaria                                                                                                | Bilans występów klubu w rozgrywkach piłkarskich Bułgarii (Stan na 31 maja 2025 r.) |        |       |   |   |   |    |    |     |           |        |        |      |

## Struktura klubu

### Stadion
Drużyna rozgrywała swoje mecze domowe w Sofii na boisku Sokoła. 

## Kibice i rywalizacja z innymi klubami

### Derby
- SK Sofia
- Sławia Sofia
- FK 13 Sofia
- Atletik Sofia
- Rakowski Sofia
- Sława Sofia
- Borisław Sofia
- Pobeda Sofia (1920–1923)
- Byłgaria Sofia